# Estadio Marquesa de la Ensenada
Estadio Marquesa de la Ensenada – stadion piłkarski w gwatemalskim mieście San Marcos, w departamencie San Marcos. Obiekt może pomieścić 11 000 widzów, a swoje mecze rozgrywa na nim drużyna Deportivo Marquense.
Stadion został zbudowany kosztem 186 tysięcy gwatemalskich quetzali, zaś uroczyste otwarcie nastąpiło 22 kwietnia 1963. Dokonał go ówczesny burmistrz miasta San Marcos, Alejandro de León, zaś na inaugurację zaproszono czołową wówczas salwadorską drużynę Atlante San Alejo. Obiekt został nazwany na cześć markizy Maríi Barrios Aparicio, córki prezydenta kraju Justo Rufino Barriosa, która przekazała ziemię pod budowę areny, ufundowała jej budowę, a także przekazała fundusze na konstrukcję innych obiektów sportowych w mieście. Na stadionie po raz pierwszy poza stolicą Gwatemali odbyły się najbardziej prestiżowe derby kraju, pomiędzy CSD Comunicaciones i CSD Municipal. 15 maja 1988 na obiekcie pierwszy raz wystąpiła w oficjalnym spotkaniu reprezentacja Gwatemali, remisując 1:1 z Kubą podczas eliminacji do Mistrzostw Świata 1990.